# Конвеєрна лінія
Конвеєрна лінія (рос. конвейерная линия, англ. conveyor system, нім. Förderstrang m, Bandstraβe f, Förderlinie f) — технологічна вантажно-транспортна схема, яка складається з двох або декількох послідовно розташованих конвеєрів. Вперше застосована компанією "Форд Мотор" в 1913 р.

## Галерея

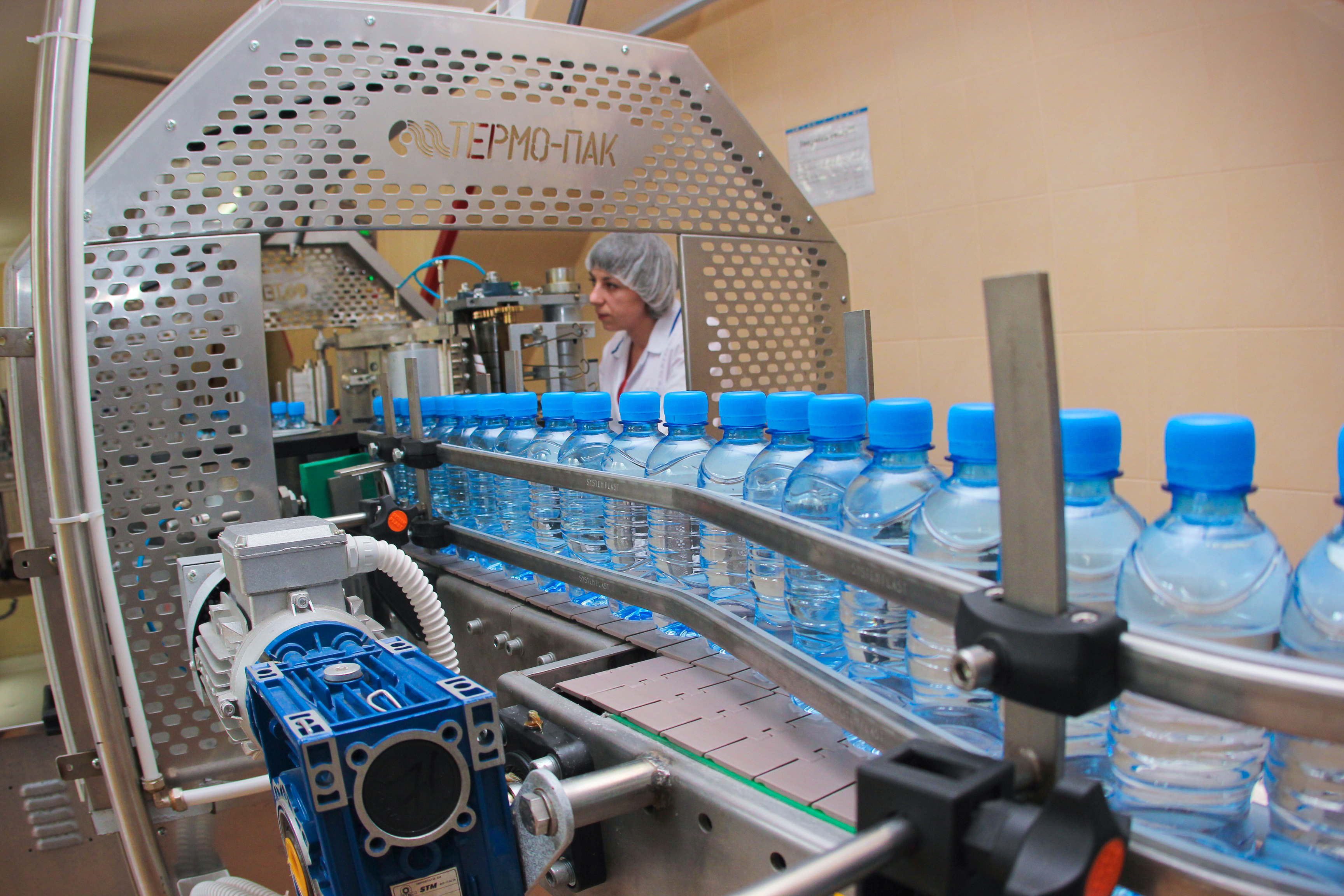
Виготовлення негазованої питної води Малиш на ПАТ Хорольський МКК ДХ
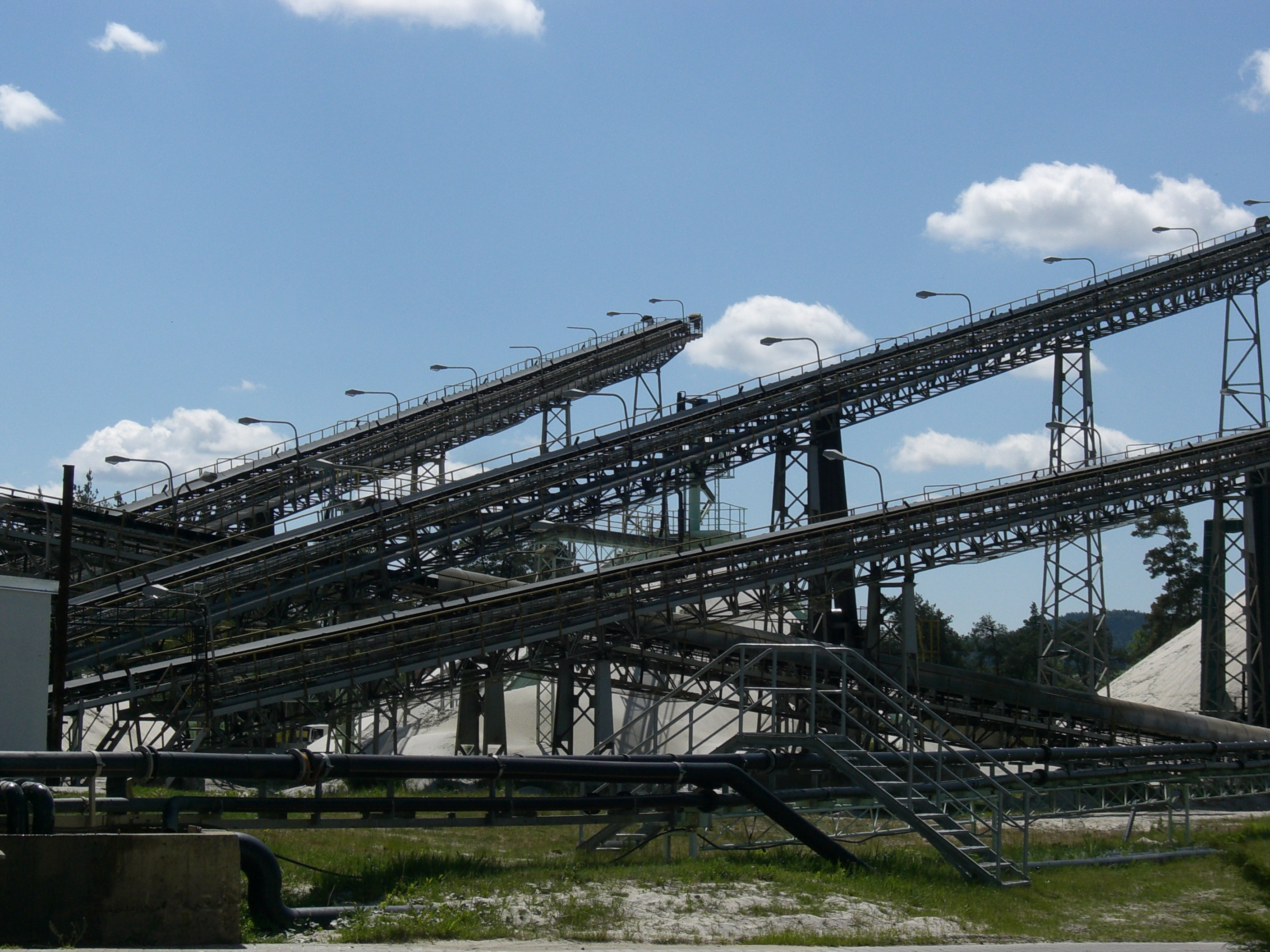
Конвеєрні лінії в Чехії, написання піску
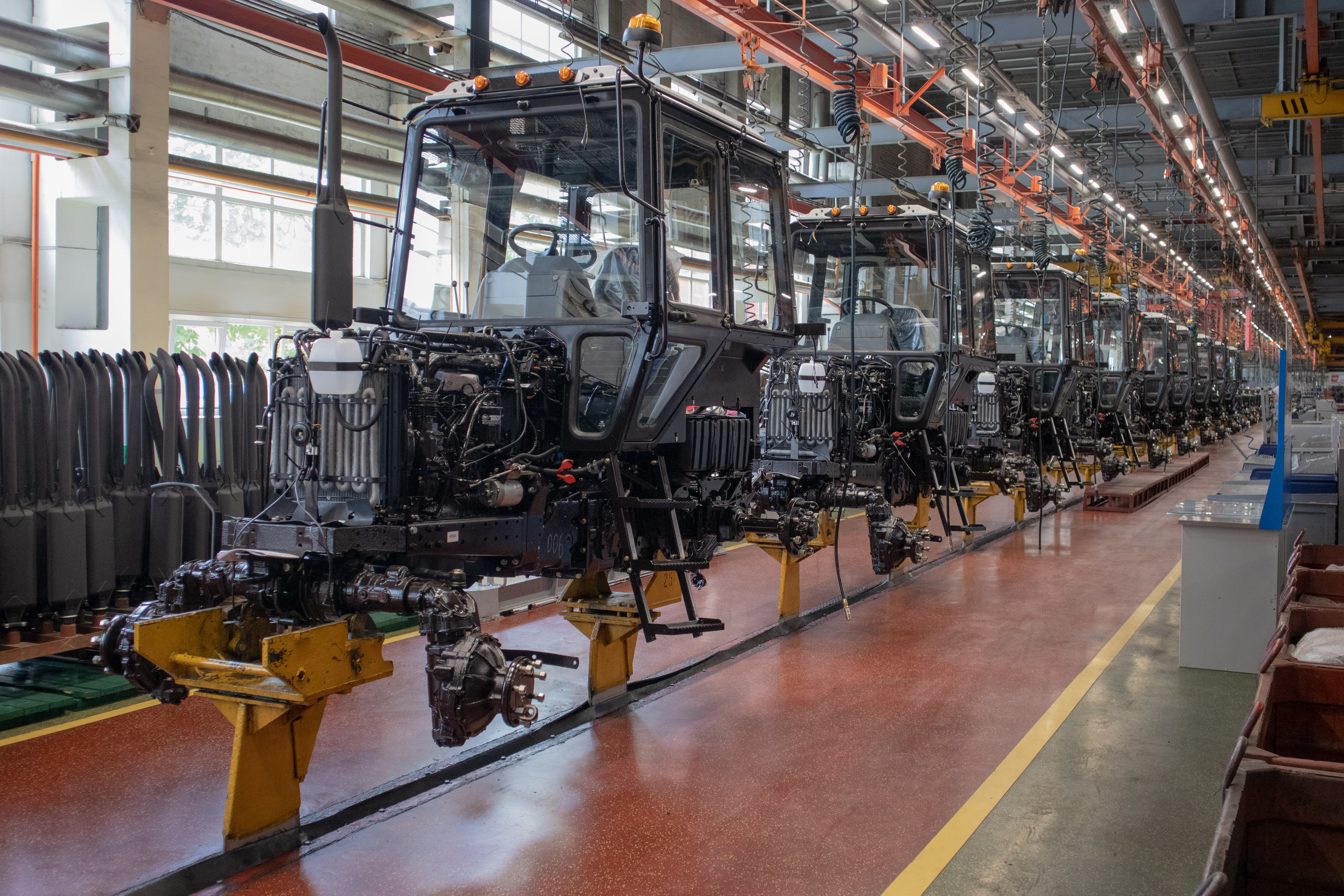
Мінський тракторний завод